# Phú Mỹ (An Giang)
Phú Mỹ est une petite ville du sud du Viêt Nam dans le delta du Mékong qui est le chef-lieu du district de Phú Tân. Elle appartient à la province d'An Giang.